# Assemblea costituente dell'India

Sigillo dell'Assemblea costituente.

L'Assemblea costituente dell'India è stata l'assemblea legislativa dell'India che si riunì per la prima volta il 9 dicembre 1946 a Nuova Delhi al fine di redigere la costituzione indiana: ci furono un totale di undici sessioni, la prima dal 9 al 23 dicembre 1946, l'undicesima dal 14 al 26 novembre 1949. L'assemblea costituente si riunì un'ultima volta il 24 gennaio 1950, giorno in cui i delegati firmarono la costituzione, e cessò di esistere quando essa entrò in vigore due giorni dopo, il 26 gennaio. Da quella data si trasformò in parlamento provvisorio dell'India fino al 17 aprile 1952, quando entrò in vigore la prima Lok Sabha in seguito alle prime elezioni generali tenutesi tra il 1951 e il 1952.
Commissioni dell'Assemblea costituente e loro presidenti:
- Commissione per le norme di procedura: Rajendra Prasad
- Commissione di coordinamento: Rajendra Prasad
- Commissione finanza e personale: Rajendra Prasad
- Commissione credenziali: Alladi Krishnaswami Ayyar
- Commissione della Camera: Bhogaraju Pattabhi Sitaramayya
- Commissione per l'ordine del giorno: Kanhaiyalal Maneklal Munshi
- Commissione ad hoc per la bandiera nazionale: Rajendra Prasad
- Commissione per le funzioni dell'Assemblea costituente: Ganesh Vasudev Mavalankar
- Commissione per gli Stati: Jawaharlal Nehru
- Commissione consultiva per i diritti fondamentali, le minoranze, i popoli tribali e le aree arretrate: Vallabhbhai Patel
- Sottocommissione per le minoranze: Harendra Coomar Mookherjee
- Sottocommissione per i diritti fondamentali: Jivatram Bhagwandas Kripalani
- Sottocommissione per le aree arretrate e parzialmente arretrate delle aree tribali della Frontiera Nord-Orientale e dell'Assam: Gopinath Bardoloi
- Sottocommissione per le aree arretrate e parzialmente arretrate diverse da quelle dell'Assam: Amritlal Vithaldas Thakkar
- Commissione per i poteri dell'Unione: Jawaharlal Nehru
- Commissione per la Costituzione dell'Unione: Jawaharlal Nehru
- Commissione per la stesura della Costituzione: Bhimrao Ramji Ambedkar

## Elenco dei membri
I membri della costituente sono elencati per regione di provenienza, con il gruppo e la religione di appartenenza. Solo alcune regioni corrispondono agli attuali stati federati dell'India, la maggior parte sono province britanniche o antichi stati dell'India, scomparsi a seguito della riorganizzazione amministrativa dell'India indipendente.
 Agenzia degli Stati di Madras 
| Nome       | Gruppo | Religione |
| ---------- | ------ | --------- |
| V. Ramaiah |        |           |

 Ajmer-Merwara 
| Nome                      | Gruppo | Religione |
| ------------------------- | ------ | --------- |
| Mukut Bihari Lal Bhargava |        |           |

 Assam 
| Nome                    | Gruppo | Religione |
| ----------------------- | ------ | --------- |
| Nibaran Chandra Laskar  |        |           |
| Dharanidhar Basu-Matari |        |           |
| Gopinath Bardoloi       |        |           |
| J. J. M. Nichols Roy    |        |           |
| Kuladhar Chaliha        |        |           |
| Rohini Kumar Chaudhury  |        |           |
| Muhammad Saadulla       |        |           |
| Abdur Rouf              |        |           |

 Bengala occidentale 
| Nome                       | Gruppo                      | Religione |
| -------------------------- | --------------------------- | --------- |
| Monomohan Dass             |                             |           |
| Arun Chandra Guha          |                             |           |
| Lakshmi Kanta Maitra       |                             |           |
| Mihir Lal Chattopadhyay    |                             |           |
| Satis Chandra Samanta      |                             |           |
| Suresh Chandra Majumdar    |                             |           |
| Upendranath Barman         |                             |           |
| Prabhudayal Himatsingka    |                             |           |
| Basanta Kumar Das          |                             |           |
| Renuka Ray                 |                             |           |
| Harendra Coomar Mookherjee | Congresso Nazionale Indiano |           |
| Surendra Mohan Ghose       |                             |           |
| Syama Prasad Mookerjee     | Nazionalista indipendente   | induista  |
| Ari Bahadur Gurung         |                             |           |
| R. E. Platel               |                             |           |
| Kshitish Chandra Neogy     |                             |           |
| Raghib Ahsan               |                             |           |
| Jasimuddin Ahmad           |                             |           |
| Naziruddin Ahmad           | Lega Musulmana Panindiana   |           |
| Abdul Hamid                |                             |           |
| Abdul Halim Ghuznavi       |                             |           |

 Bhopal 
| Nome      | Gruppo | Religione |
| --------- | ------ | --------- |
| Lal Singh |        |           |

 Bihar 
| Nome                        | Gruppo                      | Religione |
| --------------------------- | --------------------------- | --------- |
| Amiyo Kumar Ghosh           |                             |           |
| Anugrahnarayan Sinha        |                             |           |
| Banarsi Prasad Jhunjhunwala |                             |           |
| Bhagwat Prasad              |                             |           |
| Boniface Lakra              |                             |           |
| Brajeshwar Prasad           |                             |           |
| Chandika Ram                |                             |           |
| K. T. Shah                  |                             |           |
| Devendra Nath Samanta       |                             |           |
| Dip Narain Sinha            |                             |           |
| Guptanath Singh             |                             |           |
| Jadubans Sahay              |                             |           |
| Jagat Narain Lal            |                             |           |
| Jagjivan Ram                |                             |           |
| Jaipal Singh                |                             |           |
| Kameshwara Singh            |                             |           |
| Kamaleshwari Prasad Yadav   |                             |           |
| Mahesh Prasad Sinha         |                             |           |
| Krishna Ballabh Sahay       |                             |           |
| Raghunandan Prasad          |                             |           |
| Rajendra Prasad             | Congresso Nazionale Indiano |           |
| Rameshwar Prasad Sinha      |                             |           |
| Ramnarayan Singh            |                             |           |
| Sachchidananda Sinha        |                             |           |
| Sarangdhar Sinha            |                             |           |
| Satyanarayan Sinha          |                             |           |
| Binodanand Jha              |                             |           |
| P. K. Sen                   |                             |           |
| Krishna Sinha               |                             |           |
| Narayan Mahtha              |                             |           |
| Syamanandan Sahaya          |                             |           |
| Hussain Imam                |                             |           |
| Saiyid Jafar Imam           |                             |           |
| Latifur Rahman              |                             |           |
| Mohammad Tahir              |                             |           |
| Tajamul Hussain             |                             |           |

 Bombay 
| Nome                                    | Gruppo                             | Religione |
| --------------------------------------- | ---------------------------------- | --------- |
| Balchandra Maheshwar Gupte              |                                    |           |
| Hansa Mehta                             |                                    |           |
| Hari Vinayak Pataskar                   |                                    |           |
| Bhimrao Ramji Ambedkar                  | Federazione delle caste registrate | buddhista |
| Joseph Alban D'Souza                    |                                    | cattolico |
| Kanayalal Nanabhai Desai                |                                    |           |
| Keshavrao Marutirao Jedhe               |                                    |           |
| Khandubhai Kasanji Desai                |                                    |           |
| Bal Gangadhar Kher                      |                                    |           |
| M. R. Masani                            |                                    |           |
| Kanhaiyalal Maneklal Munshi             | Congresso Nazionale Indiano        |           |
| Narhar Vishnu Gadgil                    |                                    |           |
| Siddavanahalli Nijalingappa             | Congresso Nazionale Indiano        |           |
| S. K. Patil Ramchandra Manohar Nalavade |                                    |           |
| R. R. Diwakar                           |                                    |           |
| Shankarrao Deo                          |                                    |           |
| Ganesh Vasudev Mavalankar               |                                    |           |
| Vallabhbhai Patel                       |                                    |           |
| Abdul Kadar Mohammad Shaikh             |                                    |           |
| A. A. Khan                              |                                    |           |

 Cooch Behar 
| Nome                       | Gruppo | Religione |
| -------------------------- | ------ | --------- |
| Himmat Singh K. Maheshwari |        |           |

 Coorg 
| Nome                       | Gruppo                      | Religione |
| -------------------------- | --------------------------- | --------- |
| Chepudira Muthana Poonacha | Congresso Nazionale Indiano |           |

 Delhi 
| Nome              | Gruppo | Religione |
| ----------------- | ------ | --------- |
| Deshbhandhu Gupta |        |           |

 Himachal Pradesh 
| Nome                  | Gruppo                            | Religione |
| --------------------- | --------------------------------- | --------- |
| Yashwant Singh Parmar | Partito legislativo del congresso | induista  |

 Jammu e Kashmir 
| Nome                            | Gruppo | Religione |
| ------------------------------- | ------ | --------- |
| Sheikh Muhammad Abdullah        |        |           |
| Motiram Baigra Mirza            |        |           |
| Mohammad Afzal Beg              |        |           |
| Maulana Mohammad Sayeed Masoodi |        |           |

 Kutch 
| Nome                 | Gruppo | Religione |
| -------------------- | ------ | --------- |
| Bhawani Arjun Khimji |        |           |

 Madhya Bharat 
| Nome                       | Gruppo | Religione |
| -------------------------- | ------ | --------- |
| V. S. Sarwate              |        |           |
| Brijraj Narain             |        |           |
| Gopikrishna Vijayavargiya  |        |           |
| Ram Sahai                  |        |           |
| Kusum Kant Jain            |        |           |
| Radhavallabh Vijayavargiya |        |           |
| Sitaram S. Jajoo           |        |           |

 Madras 
| Nome                           | Gruppo                      | Religione  |
| ------------------------------ | --------------------------- | ---------- |
| O. V. Alagesan                 |                             |            |
| Ammu Swaminadhan               | Congresso Nazionale Indiano |            |
| M. Ananthasayanam Ayyangar     |                             |            |
| Moturi Satyanarayana           |                             |            |
| Dakshayani Velayudhan          |                             |            |
| G. Durgabai                    |                             |            |
| Kala Venkatarao                |                             |            |
| N. Gopalaswamy Ayyangar        |                             |            |
| D. Govinda Das                 |                             |            |
| Jerome D'Souza                 | Congresso Nazionale Indiano | cattolico  |
| P. Kakkan                      |                             |            |
| Kumaraswami Kamaraj            | Congresso Nazionale Indiano |            |
| V. C. Kesava Rao               |                             |            |
| T. T. Krishmachari             | Congresso Nazionale Indiano |            |
| Alladi Krishnaswami Ayyar      |                             |            |
| L. Krishnaswami Bharathi       |                             |            |
| P. Kunhiraman                  |                             |            |
| M. Thirumula Rao               |                             |            |
| V. I. Muniswamy Pillay         |                             |            |
| M. A. Muthiah Chettiyar        |                             |            |
| V. Nadimuthu Pillai            |                             |            |
| S. Nagappa                     |                             |            |
| P. L. Narasimha Raju           | Partito Nazionalista        |            |
| B. Pattabhi Sitaramayya        | Congresso Nazionale Indiano |            |
| C. Perumalswamy Reddy          |                             |            |
| Tanguturi Prakasam             | Congresso Nazionale Indiano |            |
| Stanley Henry Prater           | Comunità Anglo-indiana      | anglicano? |
| Ramakrishna Ranga Rao          | Partito della Giustizia     |            |
| R. K. Shanmukham Chetti        |                             |            |
| T. A. Ramalingam Chettiyyar    |                             |            |
| Ramanath Goenka                | Congresso Nazionale Indiano |            |
| O. P. Ramaswamy Reddiyar       |                             |            |
| N. G. Ranga                    | Congresso Nazionale Indiano |            |
| N. Sanjeeva Reddi              |                             |            |
| Kasturiranga Santhanam         |                             |            |
| B. Shiva Rao                   |                             |            |
| Kallur Subba Rao               |                             |            |
| U. Srinivasa Mallayya          |                             |            |
| P. Subbarayan                  | Congresso Nazionale Indiano |            |
| Chidambaram Subramaniam        |                             |            |
| V. Subramaniam                 |                             |            |
| M. C. Veerabahu                |                             |            |
| P. M. Velayudapani             |                             |            |
| A. K. Menon                    |                             |            |
| T. J. M. Wilson                |                             |            |
| Mohamed Ismail Sahib           |                             |            |
| K. T. M. Ahmed Ibrahim         |                             |            |
| Mahboob Ali Baig Sahib Bahadur |                             |            |
| B. Pocker Sahib Bahadur        |                             |            |

 Mysore 
| Nome                          | Gruppo | Religione |
| ----------------------------- | ------ | --------- |
| Kysambally Chengalaraya Reddy |        |           |
| T. Siddalingaiya              |        |           |
| H. R. Guruv Reddy             |        |           |
| S. V. Krishnamurthy Rao       |        |           |
| K. Hanumanthaiya              |        |           |
| H. Siddaveerappa              |        |           |
| T. Channiah                   |        |           |

 Orissa 
| Nome                                  | Gruppo | Religione |
| ------------------------------------- | ------ | --------- |
| B. Das                                |        |           |
| Biswanath Das                         |        |           |
| Krishna Chandra Gajapati Narayana Deo |        |           |
| Harekrushna Mahatab                   |        |           |
| Lakshminarayan Sahu                   |        |           |
| Lokanath Misra                        |        |           |
| Nandkishore Das                       |        |           |
| Rajkrishna Bose                       |        |           |
| Santanu Kumar Das                     |        |           |

 Province Centrali e Berar 
| Nome                           | Gruppo | Religione |
| ------------------------------ | ------ | --------- |
| Raghu Vira                     |        |           |
| Rajkumari Amrit Kaur           |        |           |
| B. A. Mandloi                  |        |           |
| Brijlal Nandlal Biyani         |        |           |
| Thakur Cheedilal               |        |           |
| Seth Govind Das                |        |           |
| Hari Singh Gour                |        |           |
| Hari Vishnu Kamath             |        |           |
| Hemchandra Jagobaji Khandekar  |        |           |
| Ghanshyam Singh Gupta          |        |           |
| Lakshman Shrawan Bhatkar       |        |           |
| Panjabrao Shamrao Deshmukh     |        |           |
| Ravi Shankar Shukla            |        |           |
| R. K. Sidhva                   |        |           |
| Shankar Tryambak Dharmadhikari |        |           |
| Frank Anthony                  |        |           |
| Kazi Syed Karimuddin           |        |           |

 Province Unite di Agra e Oudh 
| Nome                       | Gruppo                      | Religione |
| -------------------------- | --------------------------- | --------- |
| Ajit Prasad Jain           |                             |           |
| Algu Rai Shastri           |                             |           |
| Balkrishna Sharma          |                             |           |
| Banshi Dhar Misra          |                             |           |
| Bhagwan Din                |                             |           |
| Damodar Swarup Seth        |                             |           |
| Dayal Das Bhagat           |                             |           |
| Dharam Prakash             |                             |           |
| A. Dharam Dass             |                             |           |
| R. V. Dhulekar             |                             |           |
| Feroze Gandhi              | Congresso Nazionale Indiano | parsi     |
| Gopal Narain               |                             |           |
| Krishna Chandra Sharma     |                             |           |
| Govind Ballabh Pant        |                             |           |
| Govind Malaviya            |                             |           |
| Har Govind Pant            |                             |           |
| Harihar Nath Shastri       |                             |           |
| Hriday Nath Kunzru         |                             |           |
| Jaspat Roy Kapoor          |                             |           |
| Jagannath Baksh Singh      |                             |           |
| Jawaharlal Nehru           | Congresso Nazionale Indiano | induista  |
| Jogendra Singh             |                             |           |
| Jugal Kishore              |                             |           |
| Jwala Prasad Srivastava    |                             |           |
| B. V. Keskar               |                             |           |
| Kamala Chaudhri            |                             |           |
| Kamalapati Tiwari          |                             |           |
| J. B. Kripalani            |                             |           |
| Mahavir Tyagi              |                             |           |
| Khurshed Lal               |                             |           |
| Masurya Din                |                             |           |
| Mohan Lal Saksena          |                             |           |
| Padampat Singhania         |                             |           |
| Phool Singh                |                             |           |
| Paragi lal                 |                             |           |
| Purnima Banerji            |                             |           |
| Purushottam Das Tandon     | Congresso Nazionale Indiano |           |
| Hira Vallabha Tripathi     |                             |           |
| Ram Chandra Gupta          |                             |           |
| Shibban Lal Saxena         |                             |           |
| Satish Chandra             |                             |           |
| John Matthai               |                             |           |
| Sucheta Kripalani          |                             |           |
| Sunder Lall                |                             |           |
| Venkatesh Narayan Tivary   |                             |           |
| Mohanlal Gautam            |                             |           |
| Vishwambhar Dayal Tripathi |                             |           |
| Begum Aizaz Rasul          | Lega Musulmana Panindiana   | musulmana |
| Hyder Hussain              |                             |           |
| Hasrat Mohani              | Lega Musulmana Panindiana   | musulmano |
| Abul Kalam Azad            |                             |           |
| Muhammad Ismail Khan       |                             |           |
| Rafi Ahmad Kidwai          |                             |           |
| Hifzur Rahman              |                             |           |

 Punjab Orientale 
| Nome                        | Gruppo              | Religione |
| --------------------------- | ------------------- | --------- |
| Bakshi Tek Chand            |                     |           |
| Jairamdas Daulatram         |                     |           |
| Thakurdas Bhargava          |                     |           |
| Bikramlal Sondhi            |                     |           |
| Yashwant Rai                |                     |           |
| Ranbir Singh                |                     |           |
| Achint Ram                  |                     |           |
| Nand Lal                    |                     |           |
| Sardar Baldev Singh         |                     |           |
| Giani Gurmukh Singh Musafir |                     |           |
| Sardar Hukam Singh          | Shiromani Akali Dal | sikh      |
| Sardar Bhopinder Singh Mann |                     |           |

 Rajasthan 
| Nome                 | Gruppo       | Religione |
| -------------------- | ------------ | --------- |
| V. T. Krishnamachari |              |           |
| Hiralal Shastri      |              |           |
| Sardar Singhjhi      |              |           |
| Jaswant Singhji      |              |           |
| Raj Bhadur           |              |           |
| Manikya Lal Varma    |              |           |
| Gokul Lal Asava      |              |           |
| Ramchandra Upadhyaya |              |           |
| Balwant Sinha Mehta  |              |           |
| Dalel Singh          | Indipendente |           |
| Jainarain Vyas       |              |           |

 Saurashtra 
| Nome                       | Gruppo                      | Religione |
| -------------------------- | --------------------------- | --------- |
| Balwant Rai Gopalji Mehta  |                             |           |
| Jaisukhlal Hathi           |                             |           |
| Amritlal Vithaldas Thakkar |                             |           |
| Chimanlal Chakubhai Shah   |                             |           |
| Samaldas Gandhi            | Congresso Nazionale Indiano |           |

 Stati delle Province Centrali 
| Nome                  | Gruppo | Religione |
| --------------------- | ------ | --------- |
| R. L. Malaviya        |        |           |
| Kishorimohan Tripathi |        |           |
| Ramprasad Potai       |        |           |

 Stati delle Province Unite 
| Nome          | Gruppo | Religione |
| ------------- | ------ | --------- |
| B. H. Zaidi   |        |           |
| Krishna Singh |        |           |

 Stati di Bombay 
| Nome                         | Gruppo | Religione |
| ---------------------------- | ------ | --------- |
| Vinayakrao Balshankar Vaidya |        |           |
| B. N. Munavalli              |        |           |
| Gokulbhai Daulatram Bhatt    |        |           |
| Jivraj Narayan Mehta         |        |           |
| Gopaldas A. Desai            |        |           |
| Paranlal Thakurlal Munshi    |        |           |
| B. H. Khardekar              |        |           |
| Ratnappa Bharamappa Kumbhar  |        |           |

 Stati Tributari dell'Orissa 
| Nome              | Gruppo | Religione |
| ----------------- | ------ | --------- |
| Lal Mohan Pati    |        |           |
| N. Madhava Rau    |        |           |
| Raj Kunwar        |        |           |
| Sarangadhar Das   |        |           |
| Yudhishthir Misra |        |           |

 Travancore-Cochin 
| Nome                  | Gruppo                              | Religione |
| --------------------- | ----------------------------------- | --------- |
| A. Thanu Pillai       |                                     |           |
| R. Sankar             |                                     |           |
| P. S. Nataraja Pillai |                                     |           |
| Annie Mascarene       | Congresso dello Stato di Travancore | cattolica |
| K. A. Mohamed         |                                     |           |
| P. T. Chacko          |                                     |           |
| P. Govinda Menon      |                                     |           |

 Tripura e Manipur 
| Nome               | Gruppo | Religione |
| ------------------ | ------ | --------- |
| Girja Shankar Guha |        |           |

 Unione degli Stati del Patiala e del Punjab Orientale 
| Nome         | Gruppo | Religione |
| ------------ | ------ | --------- |
| Ranjit Singh |        |           |
| Sochet Singh |        |           |
| Bhagwant Roy |        |           |

 Vindhya Pradesh 
| Nome                | Gruppo | Religione |
| ------------------- | ------ | --------- |
| Avdesh Pratap Singh |        |           |
| Shambu Nath Shukla  |        |           |
| Ram Sahai Tiwari    |        |           |
| Mannulalji Dwidedi  |        |           |